# Stigmidium schaereri
Stigmidium schaereri är en lavart som först beskrevs av A. Massal., och fick sitt nu gällande namn av Vittore Benedetto Antonio Trevisan de Saint-Léon 1860. Stigmidium schaereri ingår i släktet Stigmidium och familjen Mycosphaerellaceae.   Inga underarter finns listade i Catalogue of Life.